# Fulvia fragilis
Fulvia fragilis (Forsskål in Niebuhr, 1775) è un mollusco bivalve della famiglia Cardiidae

## Descrizione

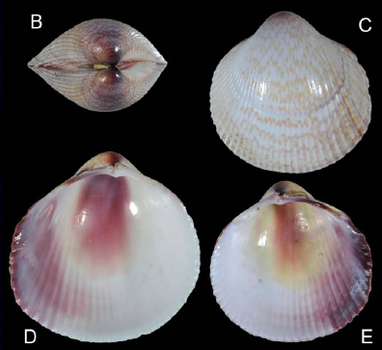

La specie presenta una conchiglia abbastanza fragile (da cui l'epiteto specifico fragilis), con valve dal contorno grossolanamente circolare di colorazione variabile: esternamente si presenta bianco-giallastra o beige, con una macchia porpora sull'umbone, mentre internamente è biancastra con tracce violacee.

## Distribuzione e habitat
La specie è diffusa nella parte occidentale dell'oceano Indiano, compresi il golfo Persico e il mar Rosso. Attraverso il canale di Suez è penetrata nel mar Mediterraneo (migrazione lessepsiana) ove è stato segnalata per la prima volta nel 1955 nelle acque israeliane; successivamente è stata segnalata anche in Turchia, Grecia Tunisia e Spagna.
Nel 2005 si è avuta una prima segnalazione della sua presenza nel mar Tirreno.